# ولوی
ولوی (به انگلیسی: Wolvey) یک روستا و محله مدنی در بریتانیا است که در راگبی، واریک‌شایر واقع شده‌است. ولوی ۱٬۹۴۲ نفر جمعیت دارد.